# Brachysomida atra
Brachysomida atra là một loài bọ cánh cứng thuộc phân họ Lepturinae, trong họ Cerambycidae. Loài này phân bố ở Canada, và Hoa Kỳ.